# Qualificazioni alla Coppa delle nazioni africane 2015 - Gruppo A

## Classifica
| Pos. | Squadra        | Pt | G | V | N | P | GF | GS | DR |
| ---- | -------------- | -- | - | - | - | - | -- | -- | -- |
| 1.   | Sudafrica      | 12 | 6 | 3 | 3 | 0 | 9  | 3  | +6 |
| 2.   | Rep. del Congo | 10 | 6 | 3 | 1 | 2 | 6  | 6  | 0  |
| 3.   | Nigeria        | 8  | 6 | 2 | 2 | 2 | 9  | 7  | +2 |
| 4.   | Sudan          | 3  | 6 | 1 | 0 | 5 | 3  | 9  | -6 |

## Risultati
| Arbitro: | Mehdi Abid Charef |

|  |           |                               |
|  | Marcatori | 55’, 61’ Vilakazi 79’ Ndulula |

| Arbitro: | Joseph Lamptey |

|                        |           |                                      |
| Ambrose 13’ Salami 89’ | Marcatori | 16’ Oniangue 40’, 53’ (rig.) Bifouma |

| Città del Capo 10 settembre 2014 | Sudafrica    | 0 – 0 referto | Nigeria | Green Point Stadium\| Arbitro: \| Joshua Bondo \| |
| Arbitro:                         | Joshua Bondo |               |         |                                                   |

| Arbitro: | Omar Mohamed Ragab |

|                        |           |  |
| Doré 4’ Oniangue 90+1’ | Marcatori |  |

| Arbitro: | Janny Sikazwe |

|              |           |  |
| Almadina 42’ | Marcatori |  |

| Arbitro: | Bouchaïb El Ahrach |

|  |           |                        |
|  | Marcatori | 52’ Ndulula 54’ Rantie |

| Arbitro: | Néant Alioum |

|                           |           |           |
| Musa 48’, 90’ Olanare 66’ | Marcatori | 56’ Salah |

| Polokwane 15 ottobre 2014 | Sudafrica     | 0 – 0 referto | Rep. del Congo | Peter Mokaba Stadium\| Arbitro: \| Badara Diatta \| |
| Arbitro:                  | Badara Diatta |               |                |                                                     |

| Arbitro: | Gehad Grisha |

|  |           |                             |
|  | Marcatori | 59’ (rig.) Uche 90’ Olanare |

| Arbitro: | Mohamed Benouza |

|                       |           |           |
| Serero 38’ Rantie 54’ | Marcatori | 78’ Salah |

| Arbitro: | Rajindraparsad Seechurn |

|                  |           |                 |
| Aluko 68’, 90+4’ | Marcatori | 42’, 48’ Rantie |

| Arbitro: | Sylvester Kirwa |

|  |           |            |
|  | Marcatori | 63’ Nganga |